# La Concordia (Ecuador)
La Concordia ist eine Stadt und die einzige Parroquia urbana („städtisches Kirchspiel“) im Kanton La Concordia der ecuadorianischen Provinz Santo Domingo de los Tsáchilas. Die Parroquia besitzt eine Fläche (Stand 2012) von 81,2 km². Die Einwohnerzahl im aktuellen Verwaltungsgebiet lag im Jahr 2010 bei 30.572 Einwohnern. Davon wohnten 29.003 Einwohner in der Stadt La Concordia.

## Lage
Die Parroquia La Concordia liegt im Tiefland westlich der Anden. Der Río Blanco durchquert das Gebiet in nördlicher Richtung. Die 216 m hoch gelegene Stadt La Concordia befindet sich 38 km nordwestlich der Provinzhauptstadt Santo Domingo de los Colorados etwa 3 km westlich des Río Blanco. Die Fernstraße E20 (Santo Domingo de los Colorados–Rosa Zárate) führt durch La Concordia.
Die Parroquia La Concordia grenzt im Westen und im Nordwesten an die Provinz Esmeraldas mit der Parroquia La Unión (Kanton Quinindé), im Nordosten an die Provinz Pichincha mit dem Kanton Puerto Quito, im Osten an die Parroquia Valle Hermoso (Kanton Santo Domingo) sowie im Süden an die Parroquia Plan Piloto.
La Concordia gehört zu den wenigen Städten auf der Welt, die direkt auf dem Äquator liegen. Er kreuzt die Hauptstraße Simon Plata Torres ungefähr auf Höhe der Einmündung mit der Nebenstraße Martinica und verläuft mitten durch das Gelände der evangelikalen Privatschule Luz y Liberdad.
Der Kreisverkehr Redondel Equinocial am südlichen Ortseingang ist in Form einer großen Windrose gestaltet und trägt in seiner Mitte eine große Skulptur, die die geneigte Erdkugel und den Äquator darstellt. Die Anlage liegt etwa 350 Meter südlich des eigentlichen Äquators.

## Geschichte
La Concordia entstand in den 1940er und 1950 Jahren. Am 26. November 2007 wurde der Kanton La Concordia eingerichtet und La Concordia wurde eine Parroquia urbana und Sitz der Kantonsverwaltung. Am 1. November 2011 wurden die ländlichen Teile im Süden und im Westen des Kantons eigenständig und bilden seither die Parroquias rurales Plan Piloto, La Villegas und Monterrey.